# Вахтеров, Александр Константинович
Александр Константинович Вахтеров (3 декабря 1936 — 29 марта 2011) — советский и российский театральный актёр. Заслуженный артист Российской Федерации (2006).

## Биография
Александр Вахтеров родился 3 декабря 1936 года. После окончания средней школы он был принят в труппу  «Современник» актёром вспомогательного состава. Позже поступил в Высшее театральное училище имени М. С. Щепкина (курс В. И. Коршунова), которое окончил в 1964 году. После окончания училища служил в Московском литературном театре ВТО. В 1971 году был приглашён в Московский театр комедии (ныне Российский государственный театр на Покровке).
С 1995 года в Малом театре.
Скончался в Москве 29 марта 2011 года после продолжительной болезни. Похоронен на Введенском кладбище (20 уч.).

## Театральные работы

### Российский театр на Покровке
- «Приключения барона Мюнхгаузена» Г. И. Горина — Рамкопф
- «Заговор чувств» Ю. К. Олеши — Шапиро
- «Утиная охота» А. В. Вампилова — Кузаков
- «Виндзорские проказницы» У.Шекспира — Форд
- «Иван и Мадонна» Кудрявцева — Иван

### Малый театр
- 1995 — «Конёк-Горбунок» П. П. Ершова — 3-й боярин
- 1996 — «Царь Борис» А. К. Толстого — Лачин-бек
- 1996 — «Царь Фёдор Иоаннович» А. К. Толстого — Федюк Старков
- 1996 — «Недоросль» Д. И. Фонвизина — Слуга
- 1996 — «Царь Иоанн Грозный» А. К. Толстого — 1-й волхв
- 1996 — «Князь Серебряный» А. К. Толстого — Опричник
- 1997 — «Царь Пётр и Алексей» Ф. Н. Горенштейна — Австрийский офицер
- 1997 — «Тайны Мадридского двора» Э.Скриба и Э.Легуве — Придворный
- 1997 — «Таланты и поклонники» А. Н. Островского — Обер-кондуктор
- 1998 — «Князь Серебряный» А. К. Толстого — Отец-игумен
- 1998 — «Не было ни гроша, да вдруг алтын» А. Н. Островского — приказчик
- 1998 — «Трудовой хлеб» А. Н. Островского — Сакердон
- 1998 — «Воскресение» Л. Н. Толстого — 1-й член суда
- 1998 — «Не было ни гроша, да вдруг алтын» А. Н. Островского — Шарманщик
- 1999 — «Хроника дворцового переворота» Г.Турчиной — Кабатчик
- 2000 — «Делец» Оноре де Бальзака — Бершю
- 2001 — «Не было ни гроша, да вдруг алтын» А. Н. Островского — Будочник
- 2001 — «Иванов» А. П. Чехова — 1-й гость
- 2001 — «Пучина» А. Н. Островского — Турунтаев
- 2002 — «Плащ кардинала» по роману А.де Виньи — Жозеф
- 2004 — «Свадьба, свадьба, свадьба» по произведениям А. П. Чехова — Лука
- 2004 — «Последняя жертва» А. Н. Островского — иногородний
- 2006 — «Царь Иоанн Грозный» А. К. Толстого — 2-й волхв
- 2007 — «Дмитрий Самозванец и Василий Шуйский» А. Н. Островского — купец московский
- 2008 — «Безумный, безумный Генрих» Л.Пиранделло — Джованни режиссёр В. Бейлис
- 2009 — «Умные вещи» С. Я. Маршака — Старый солдат режиссёр В.Федоров

## Фильмография
1. 1977 — Враги — эпизод
2. 1992 — Помнишь запах сирени… — копатель
3. 1998 — Царь Иоанн Грозный